# Сечени
Мостът „Сечени“ (на унгарски: Széchenyi lánchíd) е верижен мост над река Дунав, свързващ Буда и Пеща, западната и източната част на Будапеща, столицата на Унгария. Проектиран от английския инженер Уилиам Тиърни Кларк и построен от шотландския инженер Адам Кларк, това е първият постоянен мост над Дунава в Унгария. Отворен е през 1849 г. Закотвен е от страната на Пеща до едноименния площад, в съседство с двореца Грешам и Унгарската академия на науките, и от страната на Буда от площад „Ищван Сечени“ до площада „Адам Кларк“, близо до Камъка нулев километър и долния край на Крепостния хълм, водещ до замъка Буда.
Мостът е с дължина 375 m и ширина 14,8 m.

## История
Идеята за строежа на моста е на Ищван Сечени (1791 – 1860), тъй като до онзи момент Буда и Пеща са свързани само с понтонен мост, който е невъзможно да се ползва през зимите.
През 1836 г. Сечени поръчва на британския инженер Уилям Кларк да изготви планове за построяването на моста. Отговаря за строежа шотландецът Адам Кларк. Той е завършен през 1849 г. по време на Унгарската революция и е открит на 20 ноември 1849 г. Финансиран е от барон Георгиос Синас – виенски финансист. По време на строежа ме мостът е вторият по дължина верижен мост в света. Архитект на лъвовете на двата края на моста е Маршалко Янош.
През 1913 – 1915 г. е реконструиран и укрепен, за да може да понесе засилващия се трафик. През 1937 г. мостът за първи път е осветен нощем по повод посещения на италианския крал Виктор Емануил III и австрийския канцлер Курт Шушниг. На 18 януари 1945 г. е разрушен от Вермахта. Построен е отново между 1947 и 1949 г. и е открит отново на 20 ноември 1949 г., точно 100 години след първото му откриване.
Известно време на моста се провежда фестивал, наречен „Лято на верижния мост“, по време на който във всички уикенди от юли до средата на август бива отворен само за пешеходци, които получават широк избор на културна програма върху него.